# Frankenried (Mauerstetten)
Frankenried ist ein Pfarrdorf in der Gemeinde Mauerstetten in Deutschland. Die Gemeinde befindet sich im Landkreis Ostallgäu, Regierungsbezirk Schwaben.

## Geographie
Frankenried liegt etwa 2 km südlich von Mauerstetten und circa 2 km östlich von Kaufbeuren (Hirschzell) auf einem eiszeitlichen Höhenrücken.
Südwestlich von Frankenried befindet sich auf dem Frankenrieder Holzberg ein Gedenkstein zu Ehren des Dichters Freiherr Joseph von Eichendorff.

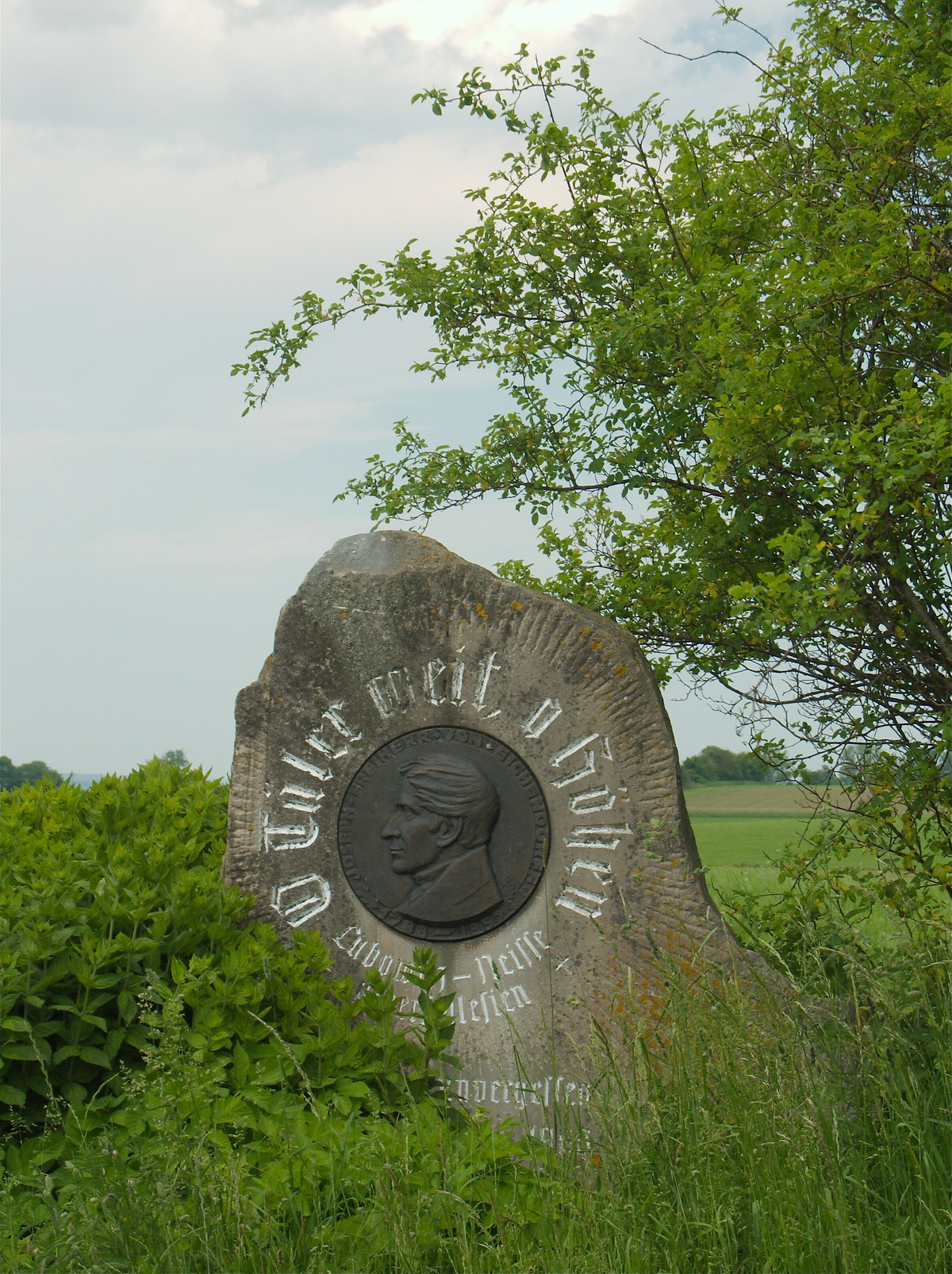
Eichendorff-Denkmal Frankenried

### Klima
|                        | Jan  | Feb  | Mär  | Apr  | Mai  | Jun  | Jul  | Aug  | Sep  | Okt  | Nov | Dez  |   |      |
| Mittl. Temperatur (°C) | 0,4  | 1,8  | 3,8  | 8,4  | 11,2 | 16,7 | 17,8 | 17,3 | 13,0 | 9,9  | 4,4 | 1,9  | ⌀ | 8,9  |
| Mittl. Tagesmax. (°C)  | 3,0  | 5,4  | 8,1  | 13,3 | 15,7 | 21,3 | 22,4 | 21,8 | 16,9 | 13,7 | 7,6 | 4,6  | ⌀ | 12,9 |
| Mittl. Tagesmin. (°C)  | −2,3 | −1,7 | −0,3 | 3,2  | 6,7  | 11,9 | 13,0 | 12,9 | 9,1  | 6,3  | 1,4 | −1,0 | ⌀ | 5    |
|                        |      |      |      |      |      |      |      |      |      |      |     |      |   |      |
| Niederschlag (mm)      | 56   | 54   | 41   | 41   | 128  | 150  | 115  | 132  | 87   | 78   | 33  | 59   | Σ | 974  |
|                        |      |      |      |      |      |      |      |      |      |      |     |      |   |      |
| Regentage (d)          | 15   | 14   | 13   | 11   | 17   | 15   | 16   | 15   | 15   | 13   | 13  | 17   | Σ | 174  |

| −2,3 |

| −1,7 |

| −0,3 |

| 3,2 |

| 6,7 |

| 11,9 |

| 13,0 |

| 12,9 |

| 9,1 |

| 6,3 |

| 1,4 |

| −1,0 |

| −2,3 |

| −1,7 |

| −0,3 |

| 3,2 |

| 6,7 |

| 11,9 |

| 13,0 |

| 12,9 |

| 9,1 |

| 6,3 |

| 1,4 |

| −1,0 |

## Geschichte

### Vor 1800
Die Geschichte des Dorfs geht bis ins 8. Jahrhundert zurück. Sie wurde vermutlich 780 als Rodung im Rahmen der Frankenansiedlung besiedelt, die vom Reichshof Beuren betrieben wurde. Erstmals urkundlich erwähnt wurden das Dorf und ein Ortsadelsgeschlecht im Jahr 1130. Nach dem Aussterben der Ursin-Rosenberg ging der Ort 1212 an die Herren von Kemnat über. 
Nach 1167 soll eine Grafschaftstingstätte des Officium Buron nahe Frankenried bestanden haben. Das Hochstift Augsburg und dessen Pflegamt Buchloe (seit 1632) waren vom 16. bis Anfang des 19. Jahrhunderts Herr über Frankenried.
Die Pfarrkirche St. Andreas in Frankenried wurde 1709 neu erbaut. Die Weihe fand 1724 statt.

### Jahre 1800 bis 1900
Seit dem Reichsdeputationshauptschluss von 1803 gehörte der Ort zum Königreich Bayern, heute zu Bayern. Im Geographisches Handlexicon vom Königreich Baiern oder alphabetische Darstellung aller in Baiern befindlichen Städte… von 1811 wurde Frankenried noch als Frankenried bei Kaufbaiern bezeichnet.
Im Jahr 1818 entstand durch das Gemeindeedikt des Königs Max I. Joseph die Gemeinde Frankenried.

### Jahre 1900 bis 2000
Am 30. November 1932 wurde das Heimatstück Hungerjahr von Peter Dörfler von den Turnern der Schule unter Anleitung von Ignaz Bühr aufgeführt und erhielt reichen Beifall.
Das Dorfgebiet wurde ab 1976 durch fünf Bebauungspläne stetig erweitert.
Im Juni 1976 wurde mit dem Baugebiet Nr. 01 Frankenried West die erste von fünf Erweiterungen des Dorfgebietes vorgenommen. 
Im Zuge der Gebietsreform in Bayern wurde am 1. Mai 1978 die Gemeinde Frankenried in die Gemeinde Mauerstetten eingegliedert.
Auf das Baugebiet Nr. 01 Frankenried West folgte 1996 mit dem Baugebiet Nr. 02 eine Erweiterung des Dorfes in südwestlicher Richtung. Fast zeitgleich wurde mit dem Bebauungsplan Nr. 03 im September 1995 das Gebiet Frankenried – Am Krautgarten geplant. 1996 wurde nördlich der beiden neuen Gebiete der Bebauungsplan 04 Frankenried Nord geplant.
Mit dem Bebauungsplan 05 „Ortskern Frankenried Nord-Ost“ enden die bisher geplanten Erweiterungen von Frankenried.

### Ab 2000
Im Jahr 2001 erschien das Buch Frankenried – unser Dorf im Wandel der Zeit. Im Mitteilungsblatt der Gemeinde Mauerstetten Mai 2012 wurden Pläne für ein neues Baugebiet im Grüble mit Bauplätzen in Frankenried veröffentlicht. Diese sollten den Bedarf einheimischer Bauplatzbewerber in den nächsten Jahren befriedigen. Die Umsetzung dieses Baugebietes wurden im Dezember 2012 vorläufig gestoppt.
Die Gemeinde Mauerstetten teilte im September 2013 mit, dass der geplante Ausbau der Breitbandversorgung in Frankenried durch die Telekom nicht vorgenommen werde und versuchte über staatliche Förderprogramme den Ausbau zu realisieren. Anfang 2014 wurde ein Fachbüro mit den ersten Schritten zum Breitbandausbau beauftragt. Im März 2014 startete eine Ausschreibung für schnelles Breitband für Frankenried und Hausen. Der DSL-Ausbau für Frankenried und Hausen wurde im März 2015 vergeben und begann im September 2015.
Die Gemeinde Mauerstetten informierte im September 2019 über den Bau eines Mobilfunkmastes in Frankenried als ca. 40 m hohen Gitterrohrmast. Auf openPetition wurde im November 2021 eine Petition gegen den geplanten 40 m hohen 5G-Funkmast ca. 600 m südwestlich von Frankenried gestartet.
Im Januar 2015 wurde für die technische Durchführbarkeit eines Geh- und Radweges zwischen Frankenried und Hirschzell ein Machbarkeitsstudie erstellt. Der nötige Grunderwerb war aber nicht möglich. Im Juli 2019 batenn die Fahrradweg-Kids die Frankenrieder Grundstücksbesitzer um Unterstützung und starteten eine Online-Petition. Die Petition wurde im Mauerstettener Gemeinderat behandelt. Es wurden auch alternative Fahrradweg-Strecken in Erwägung gezogen.
Im November 2016 wurde durch die Gemeinde über den neuen Ge(h)schichtsweg Frankenried mit nahezu 30 Haustafeln in Wort und Bild die Historie der alten Höfe und Anwesen in Frankenried informiert. Die Texte stammen aus der Dorfchronik Frankenried.
Beim geplanten Ausbau der B 12 positionierte sich der Gemeinderat sowohl gegen eine B 12 Abfahrt als auch gegen ein interkommunales Gewerbegebiet mit der Stadt Kaufbeuren. Der Gemeinderat Mauerstetten hat im November 2022 die Entscheidung getroffen, im gesamten Gemeindegebiet flächendeckend Tempo 30 Zonen einrichten zu wollen, wo immer dies gesetzlich möglich ist.
Im Dezember 2022 wurde durch die Gemeinde Mauerstetten ein Standort für den neu geplanten Kindergarten in Frankenried festgelegt. Dieser soll auf dem Grundstück des Bolzplatzes am westlichen Rand Frankenrieds errichtet werden.

### Einwohnerentwicklung
Im Jahre 1871 lebten 274 Menschen in Frankenried. Diese Zahl erhöhte sich bis 1925 auf 333. 1950 lebten 456 Einwohner in der Gemeinde. Die Zahl verringerte sich bis 1970 auf 357. Im Jahr 1987 verzeichnete Frankenried 411 Einwohner.

## Infrastruktur
In Frankenried gibt es derzeit (2022) 12 aktive Vereine.
Frankenried verfügt südlich des Neubaugebietes Krautgarten über einen Bolzplatz.
Frankenried verfügt über zwei Gastronomiebetriebe.

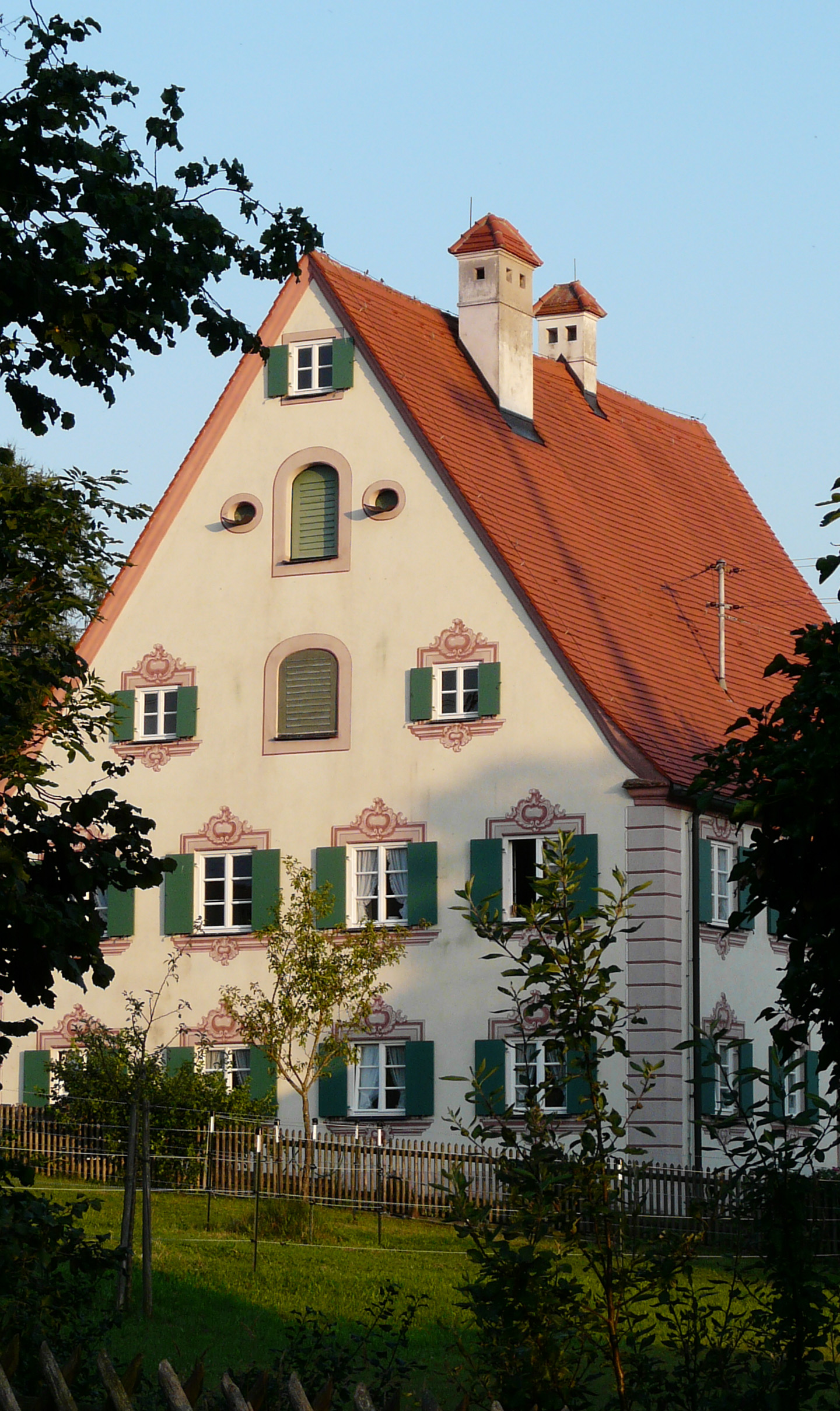
Pfarrhaus

## Baudenkmäler
In Frankenried gibt es mehrere eingetragene Baudenkmäler. Darunter ist die katholische Pfarrkirche St. Andreas sowie die Heiligenfigur Kerkerchristus, in einer Nische der Friedhofsmauer, um 1779 von Johann Leithner.
Ebenso sind das Pfarrhaus (bez. 1751) und eine Scheune des Pfarrhofs (bez. 1743) als Baudenkmäler eingetragen.
In Frankenried existiert ein Mittertennhaus aus der 2. Hälfte des 17. Jahrhunderts.
Südlich von Frankenried gibt es ein weiteres Baudenkmal, ein Heiligenhäuschen aus dem 18. Jahrhundert.

### Bodendenkmäler
Auf dem Gebiet der Gemarkung Frankenried gibt es mehrere Bodendenkmäler.